# Стоунвол (Манитоба)
Стоунвол (енгл. Stonewall) је варошица у јужном делу канадске провинције Манитоба и део је географско-статистичке регије Велики Винипег. Варошица се налази свега 25 км северно од административног центра провинције града Винипега. Насеље је познато по бројним каменоломима из којих се вади кречњак.
Насеље је основано 1878. и уброзо по његовом оснивању отворен је и каменолом у којем је почео да се производи живи креч, а изграђена је и железничка траса до Винипега. Насеље је 1906. добило службени статус села, а већ 1908. је унапређено у варошицу.
Према резултатима пописа становништва из 2011. у варошици је живело 4.536 становника у 1.747 домаћинства, што је за 3,7% више у односу на 4.376 житеља колико је регистровано
приликом пописа 2006. године.

## Становништво
| 1996. | 2001. | 2006. | 2011. |
| ----- | ----- | ----- | ----- |
| 3.689 | 4.012 | 4.376 | 4.536 |